# Gaston Brahier
Gaston Brahier (* 11. Mai 1927 in Cœuve; † 20. Oktober 2014) war ein Schweizer Lehrer und Politiker (FDP). Er vertrat den Kanton Jura von 1983 bis 1986 im Ständerat, anschliessend gehörte er von 1987 bis 1993 der jurassischen Kantonsregierung an.

## Biografie
Nach seiner Schulzeit absolvierte Brahier das Lehrerseminar in Porrentruy und arbeitete anschliessend ab 1947 als Lehrer in Courrendlin. Von 1964 bis 1987 unterrichtete er an der Gewerbeschule in Delémont. Parallel dazu leitete er von 1958 bis 1984 die Berufsschule in Choindez. Brahier gehörte der FDP an und vertrat von 1958 bis 1966 den Amtsbezirk Moutier im Grossen Rat des Kantons Bern. Danach widmete er sich der Kommunalpolitik in Delémont, zunächst von 1969 bis 1973 als Mitglied des Stadtrates, anschliessend bis 1976 als Abgeordneter des Gemeindeparlaments. Von 1976 bis 1978 gehörte er der verfassungsgebenden Versammlung des Jura an, welche die jurassische Kantonsverfassung ausarbeitete. Als Mitglied der Société jurassienne d’émulation setzte er sich für den Erhalt des jurassischen Patois ein.
Wie die übrige FDP hatte sich Brahier in der Jurafrage gegen die Separatisten gestellt, fand sich aber mit den neuen Situation ab und liess sich 1979 ins jurassische Parlament wählen. 1983 schaffte er die Wahl in den Ständerat. Vier Jahre später verzichtete er auf eine Wiederwahl. Grund dafür war seine Wahl in die jurassische Kantonsregierung, worauf er das Ressort Bildung und Kultur übernahm. Während seiner Amtszeit verabschiedete der Kanton eine ehrgeizige Schulreform, die in der Sekundarschule einen gemeinsamen Kern für alle Schüler und ihre Aufteilung auf drei Leistungsstufen in den Hauptfächern Französisch, Deutsch und Mathematik vorsah. 1993 trat er zurück.